# Dedeckera eurekensis
Dedeckera eurekensis är en slideväxtart som beskrevs av J.L. Reveal & J.T. Howell. Dedeckera eurekensis ingår i släktet Dedeckera och familjen slideväxter. Inga underarter finns listade i Catalogue of Life.